# Europejska spółka prywatna
Europejska spółka prywatna (łac. Societas privata europaea, SPE) – jedna z planowanych paneuropejskich form prowadzenia działalności gospodarczej. Prace legislacyjne nad jej wprowadzeniem do prawa Unii Europejskiej trwają od roku 2010.